# Karl Ditters von Dittersdorf

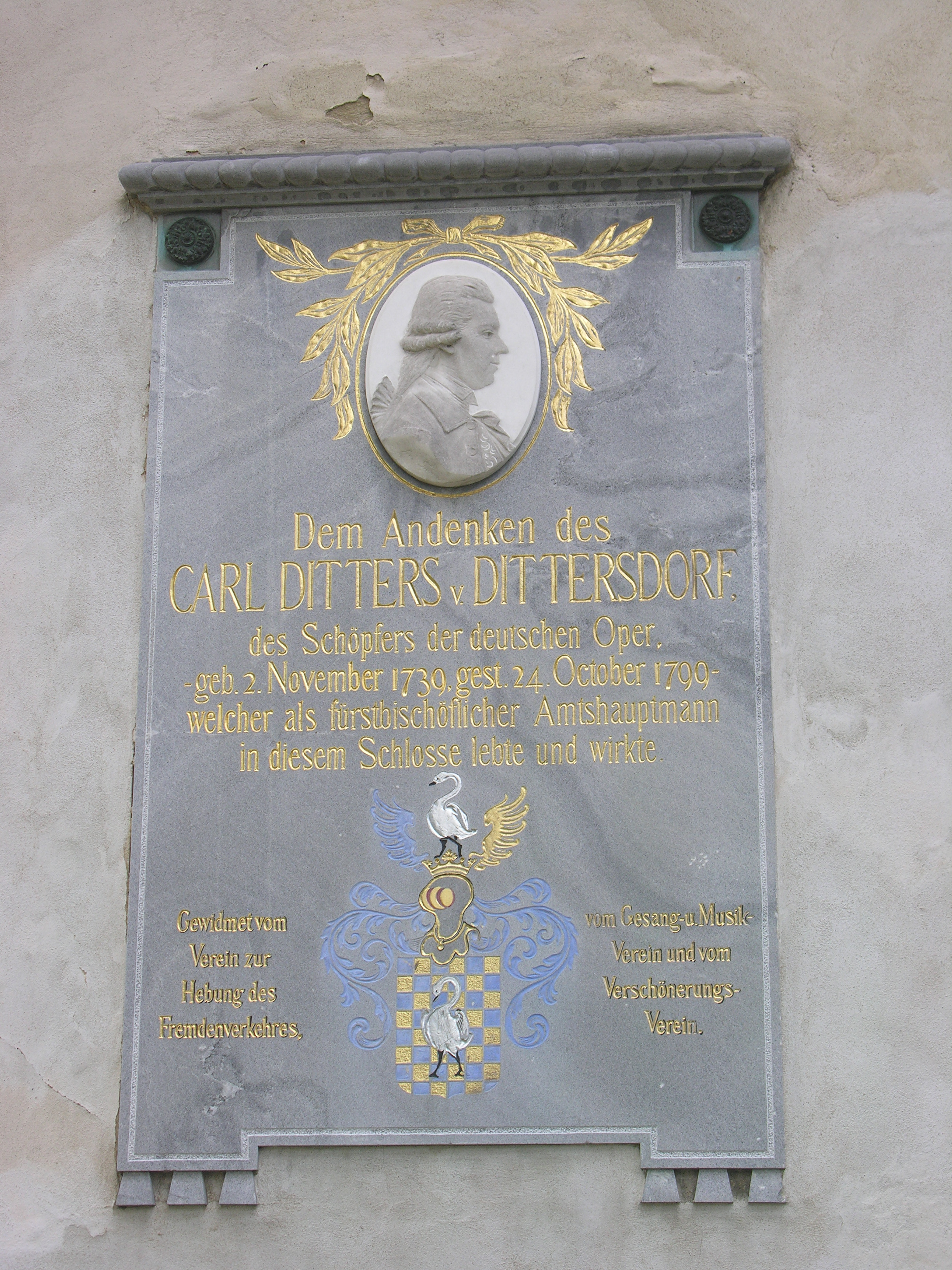
Tablica pamiątkowa na zamku w Jesioniku

Karl Ditters von Dittersdorf (ur. 2 listopada 1739 w Wiedniu, zm. 24 października 1799 w Červenej Lhocie) – austriacki kompozytor epoki klasycyzmu, wirtuoz skrzypiec, związany z dworem biskupa wrocławskiego Philippa Gottharda von Schaffgotscha. Był szczególnie ceniony jako twórca symfonii i oper, zwłaszcza w języku niemieckim. 

## Życiorys
Karl Ditters urodził się na przedmieściach Wiednia w rodzinie hafciarza teatralnego, Paula Dittersa, pochodzącego z Lublina. W wieku dwunastu lat chłopiec został paziem na dworze księcia Józefa Fryderyka von Sachsen-Hildburghausen, dla którego pracował jego ojciec. Ditters uczył się gry na skrzypcach, a także fechtunku, jazdy konnej, tańca i gimnastyki. Po rozwiązaniu orkiestry książęcej w 1761 roku został skrzypkiem-solistą w Burgtheater oraz na dworze cesarskim. 
Wiosną 1763 roku Christoph Willibald Gluck zaprosił Dittersa na wspólną podróż artystyczną do Wenecji i Bolonii. Po powrocie do Wiednia Ditters nie przedłużył kontraktu z administracją cesarską i został kapelmistrzem na dworze biskupa Ádáma Patachicha w Wielkim Waradynie. Po rozwiązaniu orkiestry w 1769 roku wrócił do Wiednia. 
W 1769 roku Ditters związał się z dworem księcia biskupa wrocławskiego Philippa Gottharda von Schaffgotscha na zamku Jánský vrch w Javorníku. W 1770 roku Ditters otrzymał papieski Order Złotej Ostrogi i stanowisko nadzorcy lasów księstwa nyskiego. W 1773 roku został nobilitowany, wówczas nadano mu nazwisko von Dittersdorf. Wówczas otrzymał posadę starosty okręgowego Jesionika.
W 1786 roku w Wiedniu wykonano jego cykl 12 symfonii charakterystycznych opartych na Metamorfozach Owidiusza. Niedługo potem odbyła się premiera singspielu Dittersdorfa Doktor und Apotheker, który odniosła ogromny sukces. W 1789 roku kompozytor odwiedził Berlin, gdzie zyskał uznanie i dyrygował swoimi kompozycjami.
W 1794 roku Dittersdorf stracił stanowiska na dworze biskupim z powodu intrygi, co doprowadziło go do trudnej sytuacji finansowej. Wówczas nawiązł kontakt z dworem księcia Fryderyka Augusta Brunszwickiego w Oleśnicy. Ciężko chory na podagrę, ostatnie kilka lat życia spędził na zamku w Červenej Lhocie (obecnie w powiecie Jindřichův Hradec), dyktując synowi swoją autobiografię.
Dittersdorf napisał 127 symfonii, 256 kompozycji wokalnych i instrumentalnych i 44 opery, między innymi: Don Kichota, Czerwonego kapturka, Wesołe kumoszki z Windsoru.

## Najważniejsze dzieła
- sinfonia concertante D-dur na kontrabas wiedeński, altówkę i orkiestrę
- koncerty skrzypcowe, podwójne, obojowe, klawesynowe
- sześć symfonii Owidiuszowych
- Sinfonia nel gusto di cinque nazioni
- symfonia a-moll Il deliro delli compositori, ossia Il gusto d’oggidi’
- symfonia D-dur Il combattimento delle passioni umane
- kwartety smyczkowe
- singspiele: Doktor und Apotheker (1786), Betrug durch Aberglauben (1786), Die Liebe im Narrenhaus (1787), Das rote Käppchen (1788), Hieronymus Knicker (1789), Die lustigen Weiber von Windsor (1796)
- oratoria: Isacco figura del Redentore (1766), Il Davide  (1770), La Liberatrice del Popolo Giudaico nella Persia, o sia l’Esther (1773), Giobbe (1786)
- requiem
- msza C-dur